# Richard Witschge
Richard Peter Witschge (Ámsterdam, 20 de septiembre de 1969) es un exfutbolista neerlandés que jugaba como centrocampista.

## Trayectoria
Criado en la prolífica cantera del Ajax Ámsterdam debutó con el primer equipo con apenas 17 años gracias al entrenador Johan Cruyff, consiguiendo en 1989 el premio como Talento del año en los Países Bajos. Un año después disputó el Mundial de Italia 1990, cayendo en segunda ronda ante el futuro campeón, Alemania.
Siendo una de las grandes promesas del fútbol neerlandés fue fichado por Johan Cruyff, entrenador del F. C. Barcelona en la época del Dream Team tras el pago de 350 millones de pesetas. En las dos temporadas en el club culé Witschge consiguió ganar 2 ligas, una Supercopa, una Copa de Europa y una Supercopa de Europa.
Tras abandonar el Camp Nou, fichó por el Girondins de Bordeaux francés donde permaneció hasta la temporada 1995-1996 (También vivió un paso fugaz de media temporada en la Premier League con el Blackburn Rovers). Con los Marines et blancs llegó a la final de la Copa UEFA en 1996 perdiendo el título frente al Bayern de Múnich por un resultado global de 5-1 (Todavía la final era a doble partido).
En verano de 1996 regresó a las filas del Ajax Ámsterdam donde completó en 1998 el doblete (Eredivisie y Copa de los Países Bajos), revalidando el título copero en 1999. Sorprendentemente en la temporada 2001-2002 recaló como cedido en las filas del Deportivo Alavés (1.ª División española). Tras la cesión disputó una temporada más con los Ajacieden.
Su último año como futbolista lo jugó primero en el ADO Den Haag'20 y finalmente en el Oita Trinita japonés donde se retiró.
En la Selección de fútbol de los Países Bajos fue internacional en 31 ocasiones, anotando solamente un gol.

## Clubes
| Club                  | País         | Año       | Partidos | Goles |
| --------------------- | ------------ | --------- | -------- | ----- |
| A.F.C. Ajax           | Países Bajos | 1986-1991 | 87       | 3     |
| F. C. Barcelona       | España       | 1991-1993 | 40       | 2     |
| Girondins de Bordeaux | Francia      | 1993-1994 | 27       | 1     |
| Blackburn Rovers      | Inglaterra   | 1994      | 1        | 0     |
| Girondins de Bordeaux | Francia      | 1994-1996 | 50       | 8     |
| A.F.C. Ajax           | Países Bajos | 1996-2001 | 97       | 11    |
| Deportivo Alavés      | España       | 2001-2002 | 26       | 1     |
| A.F.C. Ajax           | Países Bajos | 2002-2003 | 22       | 1     |
| ADO Den Haag          | Países Bajos | 2003-2004 | 0        | 0     |
| Oita Trinita          | Japón        | 2004      | 9        | 0     |

## Palmarés

### Torneos nacionales
- 2 Ligas neerlandesas: 1990 y 1998.
- 3 Copas neerlandesas: 1987; 1998 y 1999.
- 2 ligas españolas: 1992 y 1993.
- 2 Supercopa de España: 1991 y 1992.
- 1 Liga inglesa: 1995.

### Torneos internacionales
- 1 Copa de Europa: 1991-92.
- 1 Supercopa de Europa: 1992.
- 1 Recopa de Europa: 1986-87.
- 1 Copa Intertoto: 1995.
- 1 subcampeonato de la Copa UEFA: 1996.

### Distinciones individuales
| Distinción                          | Año  |
| ----------------------------------- | ---- |
| Talento del año en los Países Bajos | 1989 |